# Jukari Tamura
Jukari Tamura (jap.: 田村 ゆ か り, Tamura Jukari) (* 27. únor 1976, Fukuoka, Japonsko) je populární zpěvačka a seijú.
Mezi svými fanoušky je též známa pod přezdívkou Jukarin (jap.: ゆかりん). Dabingu a zpěvu se začala věnovat po ukončení školní docházky. Později se stala hlasatelkou japonské televizní stanice Animax.

## Známé role
Důležité postavy jsou zvýrazněny tučně.
- A Little Snow Fairy Sugar - Greta
- Air - Mičiru
- Asu no Yoichi! - Číhají Ikaruga
- Clannad - Mei Sunohara
- Da Capo - Sakura Jošinová
- Dears - Nia
- Final Approach - Miki Moria
- Galaxy Angel - Ranft Franboise
- Gintama - Saki Hanan
- Gokujou Seitokai - Pu-čan
- Gokujou Seitokai - Rino Rando
- Heroic Age - Tail Ol Mehelim
- Higuraši no Naku Koro ni - Rika Furudal
- Higuraši no Naku Koro ni Kai - Rika Furudal
- Honosnou no Labyrinth - Kasumi
- IDOLM @ STER Xenoglossia - Iori Minas
- Interlude - Maiko Tamaki
- Jinke: Extend - Rui srpem
- Kaitou Tenshi Twin Angel - Haruka Minazuki
- Kanon - Mai Kawasumi
- Kashimashi ~ Girl Meets Girl ~ - Tomari Kurusu
- King of Bandit Jing - Rose
- Kuroshitsuji - Elizabeth Middleford
- Mahou Shoujo Lyrical Nanoha - Nanoha Takamači
- Mai-hime - Midori Sugiura
- Mai-Otome - Midori
- Melody of Oblivion - Koko
- Midori no Hibi - Šiori Cukišima
- Moetan - Ink Nidžihara
- Monochrome Factor - Lulu
- Mush-Uta - Azusa Horizaki
- Myself; Yourself - Šuri Wakacuki
- Nabari no Ou - Šinrabanšó
- Naruto - Tenten
- Naruto Šippúden - Tenten
- Nurse Witch Komugi-chan - Asuka Sakurai
- Nurse Witch Komugi-chan Magikarte Z - Asuka Sakurai
- Onegai Teacher - Ičigo Morino
- Onegai Twins - Ičigo Morino
- Otogi-jushi Akazukin - Akazukin
- Otogi-Jushi Akazukin OVA - Akazukin
- Oran Koko Hosté Bu - Eclair Tonnerre
- Pita Ten - Miša
- Scryed - Kanami Juta
- Shakugan no Shana - Tyrael
- Sketchbook ~ full color'S ~ - Nagisa Kurihara
- Trinity Blood - Wendy
- Uta Kata - Mičiru Munakata
- Uta Kata OVA - Mičiru Munakata